# Belvès
Belvès è un comune francese soppresso e frazione del dipartimento della Dordogna nella regione dell'Aquitania-Limosino-Poitou-Charentes. Dal 1º gennaio 2016 si è fuso con il comune di Saint-Amand-de-Belvès per formare il nuovo comune di Pays-de-Belvès.
Esso è inserito nell'associazione Les Plus Beaux Villages de France.

## Società

### Evoluzione demografica
Abitanti censiti